# Sterculia edelfeltii
Sterculia edelfeltii är en malvaväxtart som beskrevs av Ferdinand von Mueller. Sterculia edelfeltii ingår i släktet Sterculia och familjen malvaväxter. Inga underarter finns listade i Catalogue of Life.